# Vrsno (Chorwacja)
Vrsno – wieś w Chorwacji, w żupanii szybenicko-knińskiej, w mieście Szybenik. W 2011 roku liczyła 67 mieszkańców.